# برج پیچنده
برج پیچنده (Turning Torso به معنی ستون‌فقرات پیچنده) آسمانخراشی است در شهر مالمو سوئد که به دست معمار، مهندس عمران و هنرمند اسپانیایی سانتیاگو کالاتراوا طراحی و در اوت ۲۰۰۵ به‌طور رسمی افتتاح شده‌است. این برج ۵۴ طبقه‌ای ۱۹۰ متر ارتفاع دارد. پس از اتمام پروژه این برج رتبهٔ بلندترین سازه در کشورهای اسکاندیناویایی و دومین آپارتمان بلند در اروپا را از آن خود کرد. برج پیچنده در حال حاضر بلندترین آسمان‌خراش کشور سوئد می‌باشد.
این برج شامل ۹ مکعب است که حول یک محور مرکزی پیچ خورده‌اند. بالاترین بخش برج ۹۰ درجه نسبت به سطح مبنای آن چرخیده‌است. در اصل هر طبقهٔ این برج شامل مقطعی مستطیلی است که حول محور مرکزی آن با زاویه‌ای مشخص چرخیده و به یک مقطع سه گوش متصل شده که یک داربست فولادی آن را محیط کرده‌است. دو مکعب پنج طبقه از نه مکعبی که روی هم قرار گرفته‌اند به فضای اداری اختصاص یافته‌است. ۱۴۹ آپارتمان زیبا و شیک نیز در طبقه‌های بالایی قرار دارند.

## پیش‌زمینه طراحی

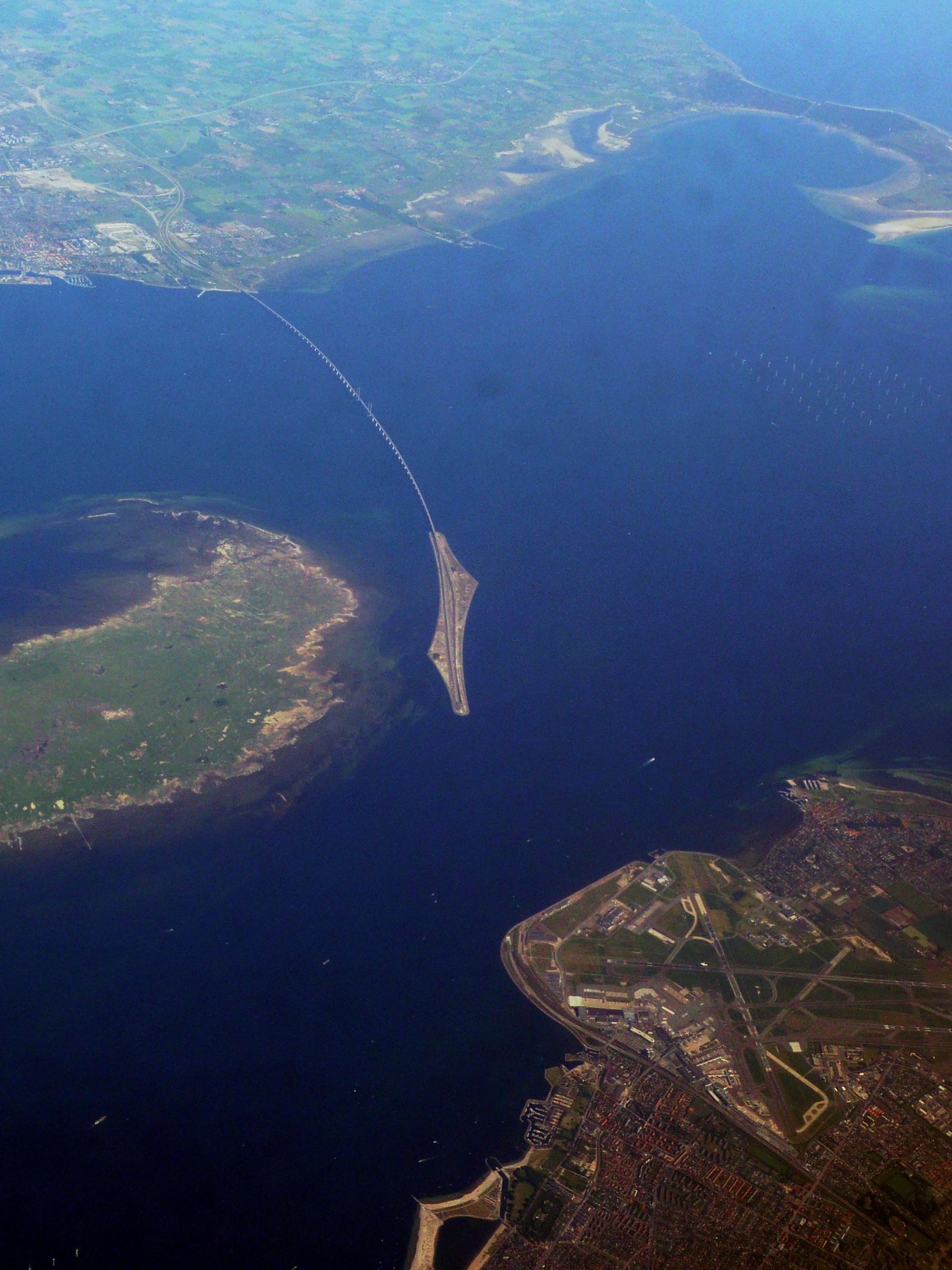
عکس دیدپرنده از مالمو و پل تنگه اورسوند

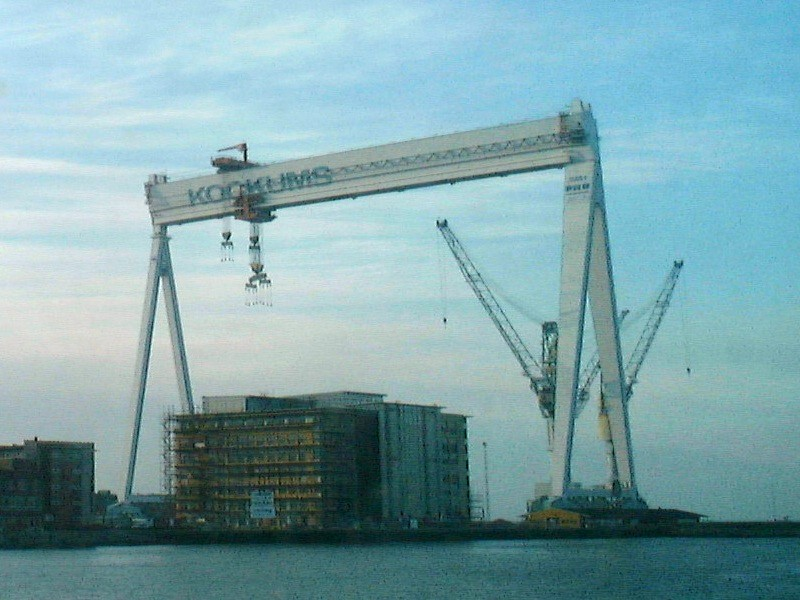
چرثقیل عظیم کوکمز، یک نماد شهری!

ده هزار سال پیش و با تمام شدن عصر یخ‌بندان، سوئد از دانمارک و -تبعا- از اروپای غربی جدا می‌افتد. در سال ۱۹۹۵، پادشاه سوئد و ملکهٔ دانمارک با امضا گذاشتن پای قراردادی، پیش‌نهاد می‌کنند پلی شهر مالمو در غرب سوئد را به کوپنهاگ در شرق دانمارک متصل کند. برای پوشش این دهانهٔ هشت متری، به یک سازهٔ پیش‌رفته نیاز بود. بنابراین طراحی آن بین شش معمار نام‌دار در زمینهٔ طراحی پل به مسابقه گذاشته شد. یکی از این معمارها سانتیاگو کالاتراوا بود که بابت ساخت پل آلامیو برای نمایشگاه ۱۹۹۲ والنسیا معروف شده بود.

طرح پیش‌نهادی کالاتراوا بر اساس مجسمه‌ای ساخت خودش و الهام گرفته از اسکلت بدن انسان در مسابقه بازنده شد. پل اورسوند با طرح یک معمار دانمارکی ساخته شد و تأثیر گسترده‌ای بر توسعهٔ اقتصادی منطقه گذاشت.
برای انتقال پایه‌های پل از خشکی به آب از چرثقیلی ۱۳۸ متری کوکومز استفاده شد که در سال ۱۹۷۳-۱۹۷۴ برای استفاده در صنعت کشتی سازی ساخته شده بود و به نماد شهری شهر کوتاه و افقی مالمو تبدیل شده بود. انتقال پایه‌های پل اورسند آخرین کاربرد جرثقیل کوکومز بود زیرا با ورشکستگی و برچیده شدن صنعت کشتی سازی در مالمو، دیگر کاربردی برای این جرثقیل وجود نداشت و با برداشته شدن جرثقیل کوکومز و فروش آن به کره جنوبی به عنوان فولاد قراضه پس از استفاده در ساخت پل اورسوند، جای خالی یک نماد شهری در مالمو بیش از پیش ایجاد شده بود.

جانی اورباک، مدیر شرکت HSB Mamlo، قصد کرد برای ساخت یک نماد شهری در مالمو و تعریف خط آسمان شهر دست به کار شود. شرکت HSB یک شرکت ساخت و اجاره خانه‌های مسکونی با شعار «خانه‌های ایمن» است. اورباک طرح پیش‌نهادی کالاتراوا برای پل اورسوند را در یک کاتالوگ دیده بود و ایده‌ای در مورد اجرا کردن آن به شکل یک برج مسکونی به نظرش رسیده بود. اورباک با دفتر کالاتراوا در زوریخ تماس می‌گیرد و پیش‌نهاد ساخت «برج پیچنده» را می‌دهد.

## مفهوم

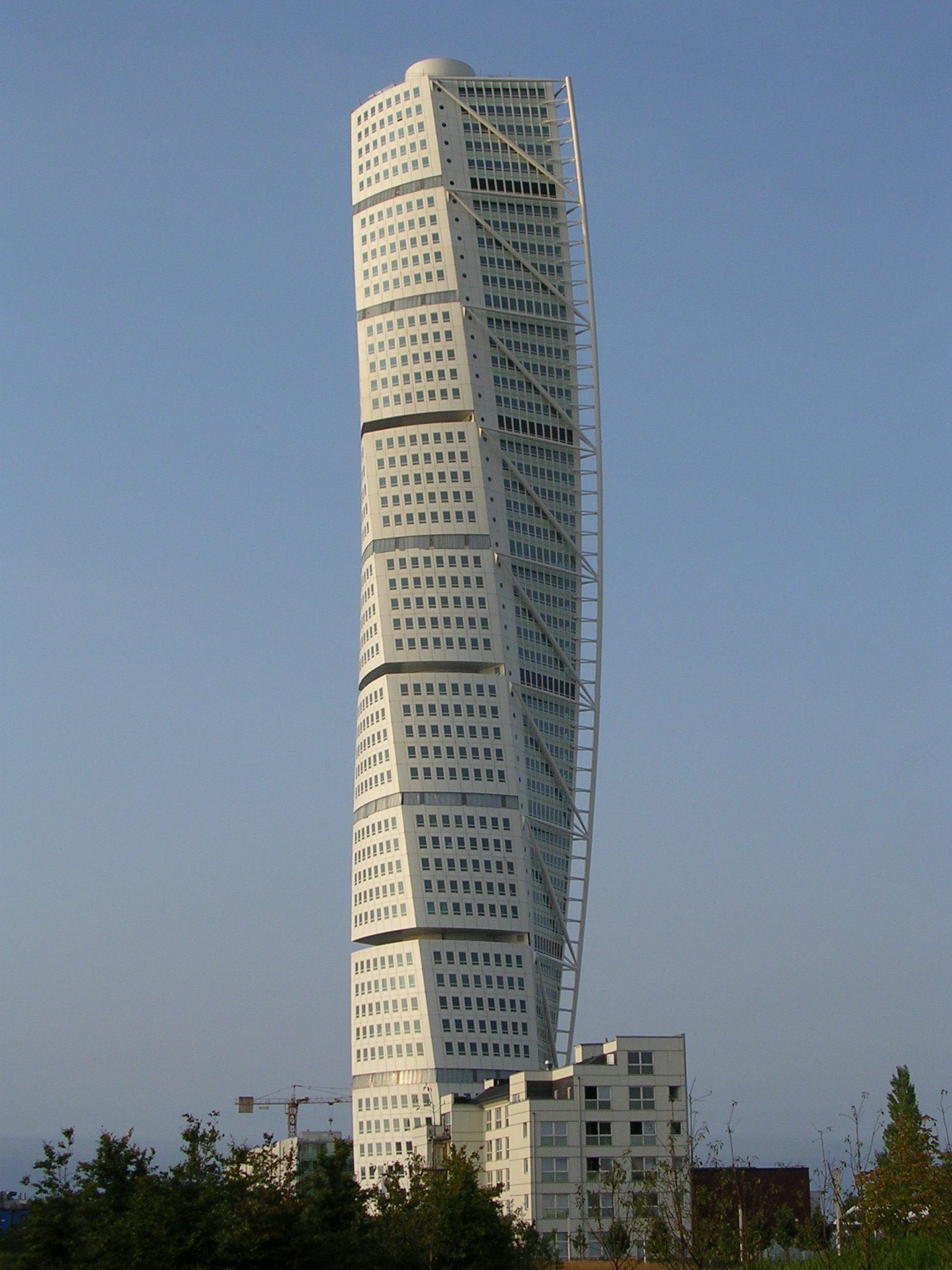

کالاتراوا در این طرح از اسکلت بدن انسان در هنگام چرخش نود درجه الهام گرفته‌است. در چرخش نود درجه بدن در پیچش قرار دارد و در برابر کمانش مقاومت می‌کند. چرخش نود درجه در یونان باستان فرمی کامل به شمار می‌رفته‌است و تندیس ورزشکاران را در این حالت می‌ساختند.

## عمل‌کرد

### ساختار کلی

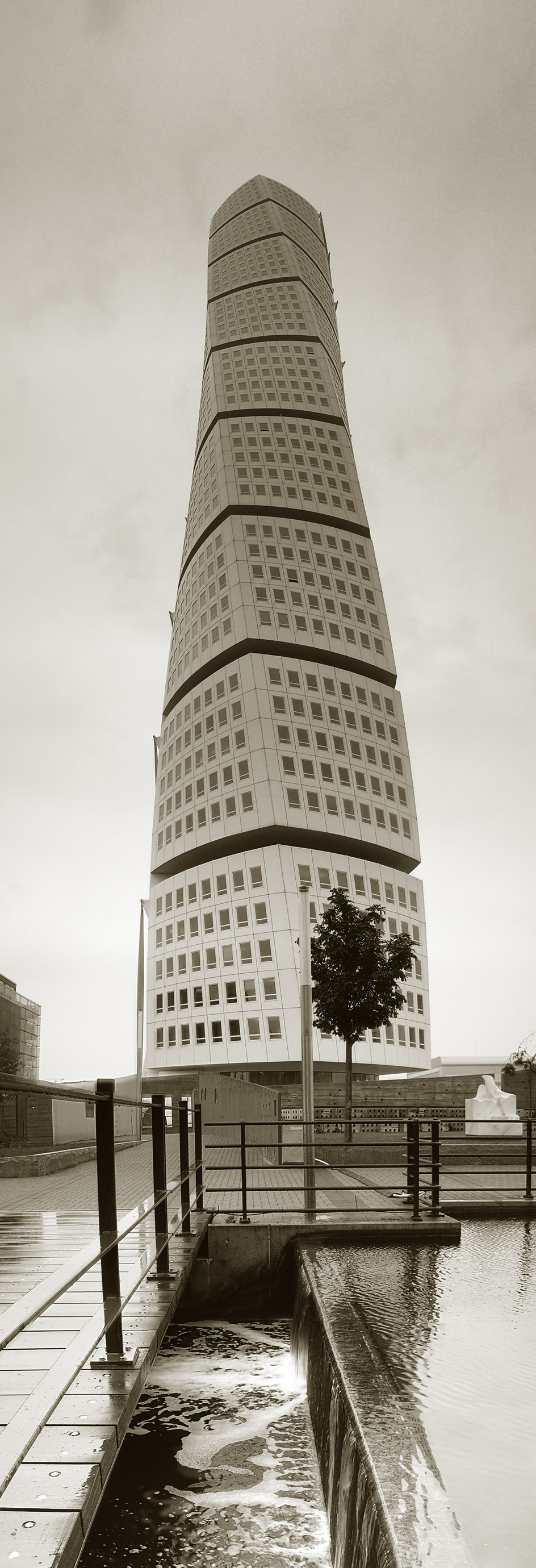

ساختار نه مکعبی از پایین تا بالا نود درجه چرخیده‌است. هر مکعب ده درجه. در هر مکعب پنج طبقه وجود دارد که ۱٫۶ درجه نسبت به طبقهٔ پایین می‌چرخند. بین هر دو مکعب یک طبقه با عمل‌کرد خاص وجود دارد. دوطبقه هم به پذیرش اختصاص دارد. هر طبقه تقریباً ۴۰۰ مترمربع مساحت دارد. پنج آسانسور و یک راه‌پله سرتاسری این بخش ها را به هم متصل می‌کند.

### بخش تجاری
دو مکعب پایین بنا دارای کاربری اداری‌ست. این بخش دارای ورودی جدا و دوآسانسور اختصاصی‌ست. دفتر شرکت HSB هم در این بخض قرار دارد.

### بخش مسکونی
۱۴۹ واحد آپارتمان مسکونی لوکس در مکعب‌های ۳ تا ۹ (هفت مکعب بالایی) طراحی شده‌اند. هم‌چنین بین مکعب‌ها فضاهای میهمان در نظر گرفته شده‌است. در طبقهٔ هم‌کف-پذیرش- انبار شراب قرار دارد.

### پذیرش
پذیرش بیست‌وچهار ساعته در طبقهٔ هم‌کف و بیرون مکعب‌ها قرار دارد.

### طبقات بین مکعبی
بین مکعب‌های هشت و نه و مکعب‌های ۸ و۹، در طبقات ۴۳ و ۴۹، اتاق‌هایی برای میهمان‌ها، سالن ورزش و سونا و اتاق دید ویژه با ۲۰ صندلی در نظر گرفته شده‌است. هم‌چنین بین مکعب‌های ۱ و ۲ ومکعب‌های ۲و ۳ سالن کنفرانس و اتاق میهمانی قرار دارد.

## مطلوبیت
چرخش انسان‌وار برج، باعث آشنایی و ایجاد مطلوبیت بصری و نهایت انتقال حس مکان می‌شود. حضور بنا و چشم‌گیر بودنش هم آن را به یک نماد شهری تبدیل می‌سازد.

ارتفاع ۱۹۰ متری برچ پیچنده، در شهر کوتاه و افقی مالمو که دومین ساختمان مرتفعش ۸۳ متری‌ست خط آسمان را تعریف می‌کند و متصل‌کنندهٔ زمین و آسمان به شمار می‌رود.

برج پیچنده از طراحی داخلی لوکس و زیبایی نیز بهره‌مند است.

## پایداری

### انتقال بارهای عمودی
هیچ‌چیز رایگان نیست و هزینهٔ چرخش نود درجه‌ای یک برج را هم باید پرداخت. چرخش برج اجازهٔ انتقال بارهای عمودی به شیوه‌های قدیمی را به طراح نمی‌دهد.

کالاتراوا برای انتقال بارهای عمودی، طبقات را به صورت صفحات بتنی با ضخامت ۳۰ سانتی‌متر طراحی کرد که به یک هسته مرکزی بتنی طره شده‌اند. این هستهٔ مرکزی در واقع یک حلقه به شعاع ۱۰٫۶ متر است و به شکل یک ستون عمل می‌کند. بارهای عمودی از صفحات به هستهٔ مرکزی و در نهایت به پی منتقل می‌شوند.

### انتقال بارهای جانبی
چرخش برج اجازهٔ انتقال بارهای عمودی باد و زلزله به شیوه‌های قدیمی (مثل بادبند) را به طراح نمی‌دهد. کالاتراوا برای انتقال این بارها، با الهام از بدن انسان، یک ستون مهره‌ِهای فولادی خرپا شکل طراحی کرد. طبق محاسبات با استفاده از این ستون‌مهره‌ها از تغییر شکل بنا در برابر باد ۳۵ درصد کاسته شد. این ستون مهره‌ها که در امتداد ارتفاع بنا ساخته شده‌است از ۲۰ عضو افقی و ۱۸ عضو قطری دوکی شکل -اصطلاحاً سیگار (به انگلیسی: cigars)- تشکیل می‌شود. ستون مهره‌های بتنی نیروهای جانبی برا از طریق دیوارهای جانبی به صفحات بتنی طبقات وارد می‌سازند. نیروها سپس به هستهٔ مرکزی و در نهایت پی منتقل می‌شوند.

## ایمنی
اساسی‌ترین مشکل طراحی برج پیچنده ایمنی آن بود. این اولین تجربهٔ کالاتراوا در برج‌سازی و در ساخت خانه‌های مسکونی بود. شهر مالمو نیز تا به حال چنین ساختمان مرتفعی را نداشت و نیروهای امدادی باید برای مواقع بحران آموزش می‌دیدند.

### راه پلهٔ سرتاسری
برج پیچنده تنها یک راه‌پله دارد که در دل هستهٔ مرکزی جا گرفته‌است. به این علت در جایجای ارتفاع ساختمان فایرزون‌ها تعبیه شده‌اند.

### امکانات
کپسول‌های آب در همهٔ فضاهای خانه‌ها قرار داده‌شده‌اند و یک آسانسور مختص تخلیه ساکنین یا ورود نیروهای امدادی و پلیس طراحی و مجهز شده‌است.

## نگارخانه

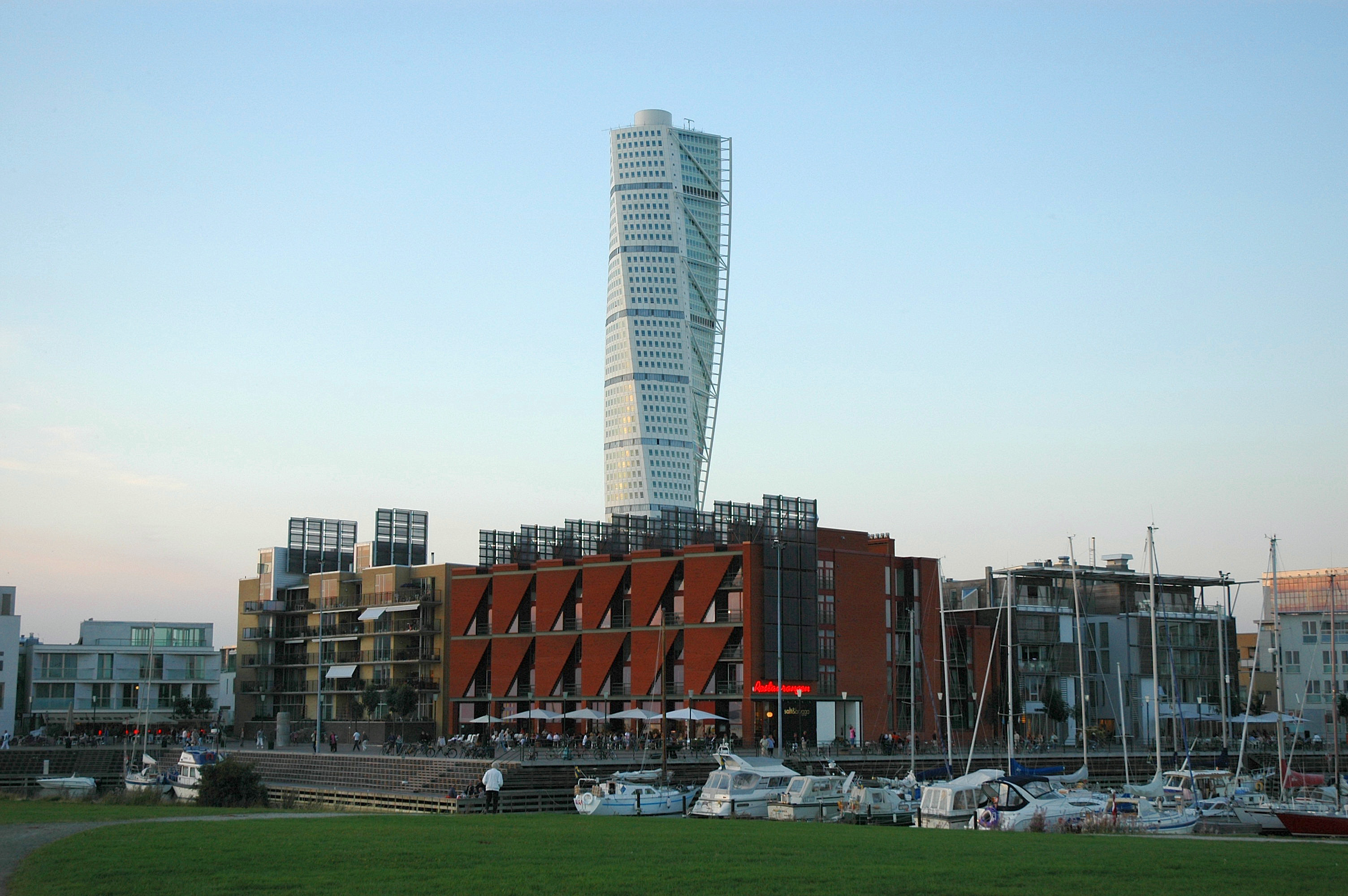
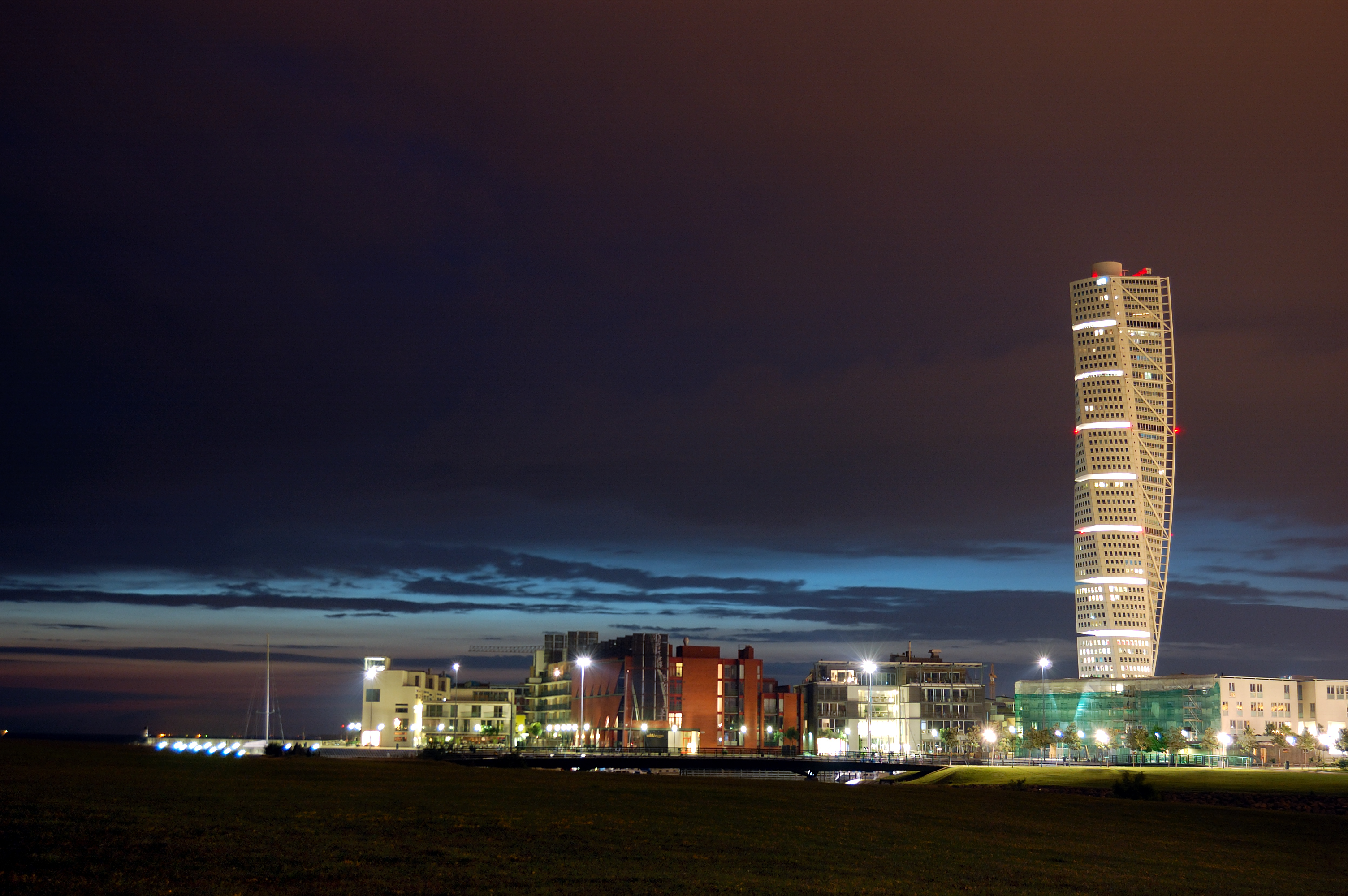
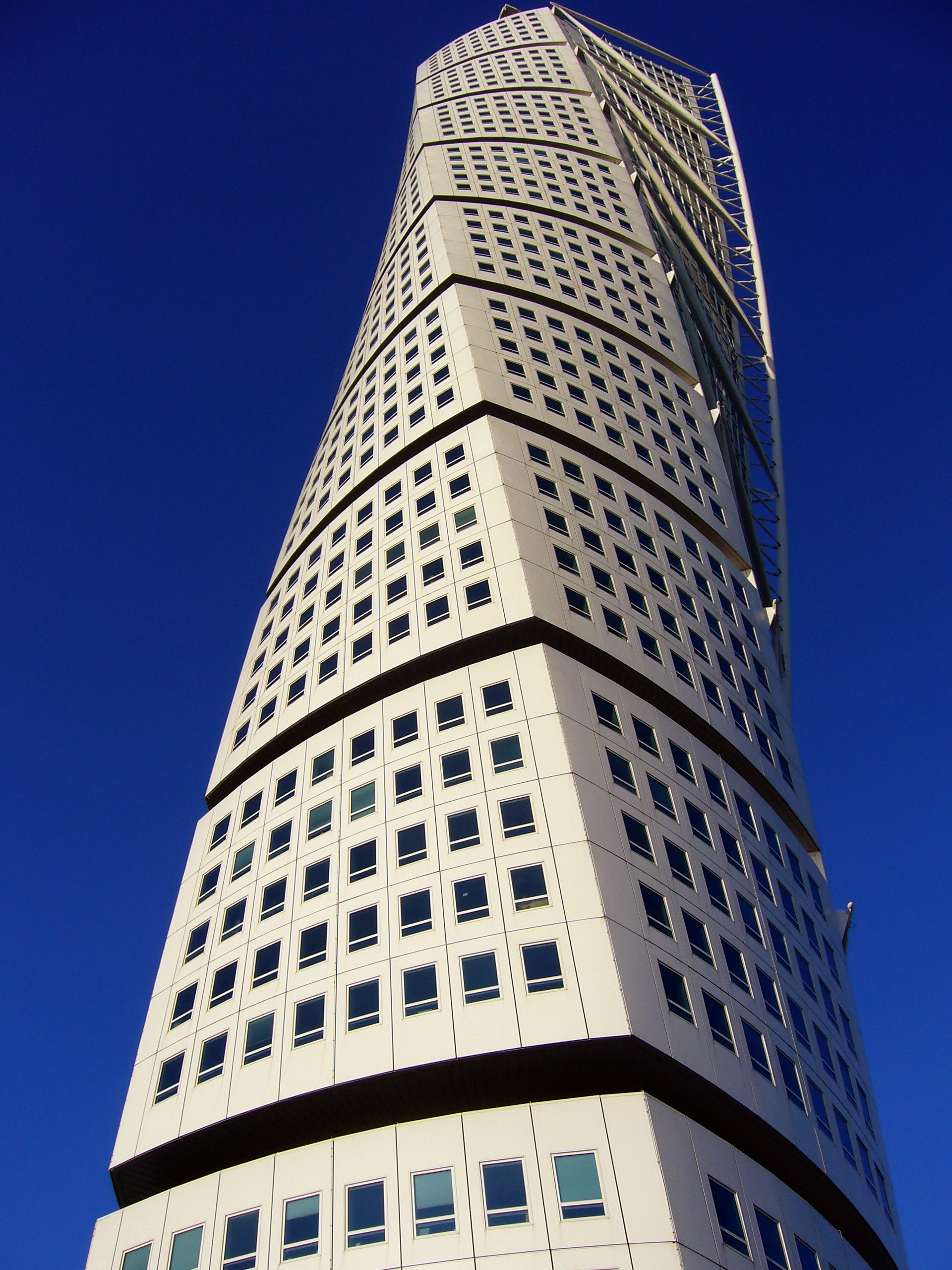
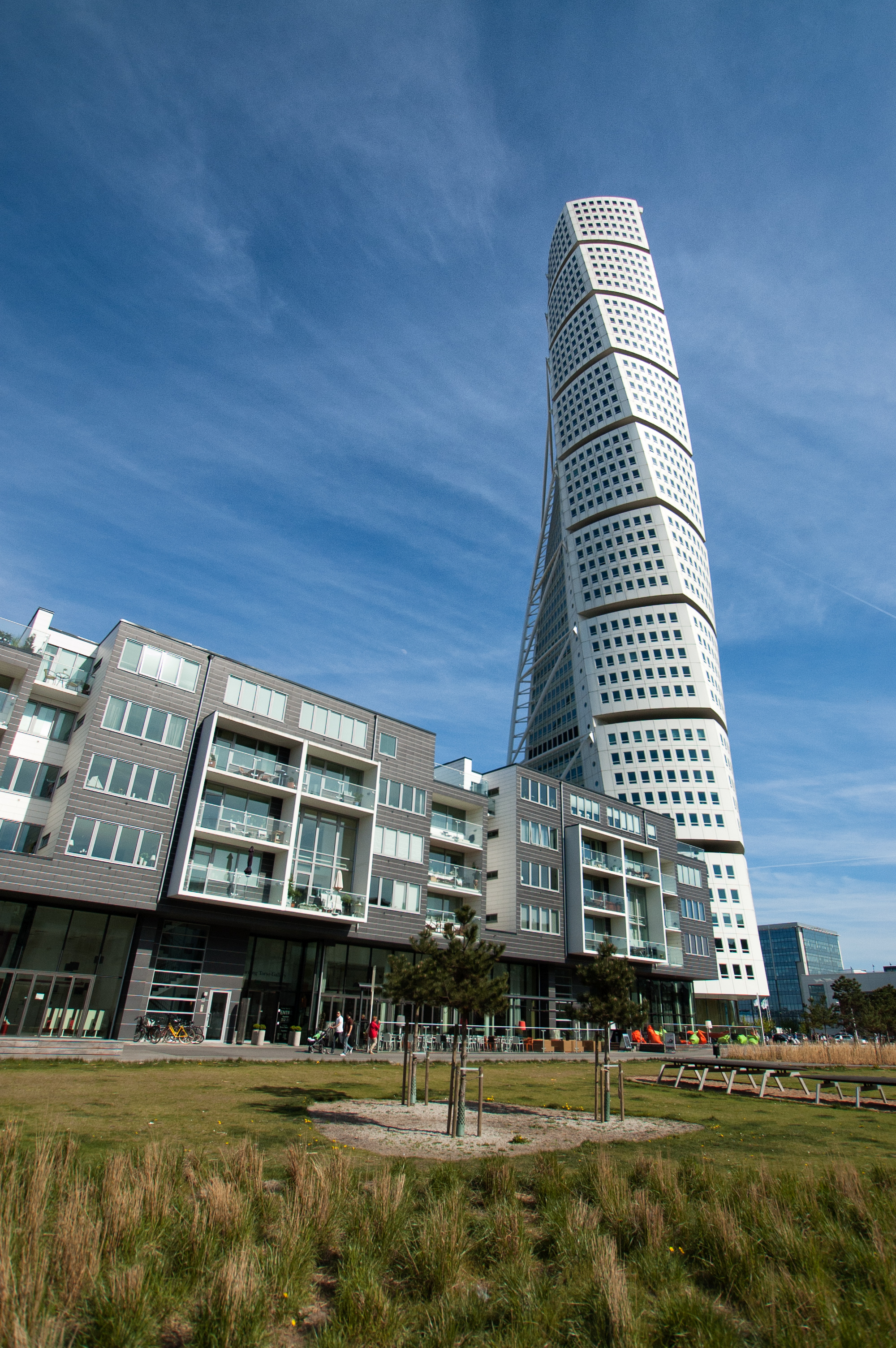